# Sat in Your Lap
Sat in Your Lap è il primo singolo della cantante inglese Kate Bush tratto dall'album del 1982 The Dreaming, ma pubblicato 15 mesi prima dell'album che all'epoca non era completato.

## Il brano
Dal punto di vista musicale, il brano è più veloce e molto più ritmato rispetto ai singoli precedenti di Kate Bush. La batteria è suonata da Preston Heyman (registrata nella Stone Room del Townhouse Studio 2 di Londra), mentre lo stesso Preston e Paddy Bush aggiungono percussioni realizzate con canne di bambù fatti frusciare a ritmo nell'aria. Il critico musicale Simon Reynolds ha etichettato il brano come pop d'avanguardia, paragonandolo nelle percussioni martellanti e negli urli squilibrati a Flowers of Romance dei PIL.
Dal punto di vista del testo, il brano tratta di frustrazioni esistenziali e della ricerca della conoscenza.

## Video
La Bush, nel videoclip, balla in tutù con giocolieri, centauri e omini bianchi, che si alternano ad accompagnare la Bush in un vortice blu-bianco dove egli stessa si ferma a fare una sorta di discorso cantato. Alla fine del video, tutti si riuniscono attorno alla cantante al di sotto di una sorta di arco fittizio.

## Versioni
- 21-giu-1981 – Kate Bush, Sat in Your Lap, 45gg, EMI EMI 5201, Regno Unito, prodotto da Kate Bush[4]. Questa versione contiene i brani seguenti:

1. Sat in Your Lap – 3:30
2. Lord of the Reedy River – 2:40 – cover del brano di Donovan

Durata totale: 6:10